# Diwnogorsk
Diwnogorsk (ros. Дивногорск) – miasto w azjatyckiej części Rosji, w Kraju Krasnojarskim, nad Jenisejem, 35 km na zachodzie od Krasnojarska. W 2005 r. ok. 30 tys. mieszkańców.
W mieście rozwinął się przemysł elektrotechniczny, materiałów budowlanych oraz drzewny.

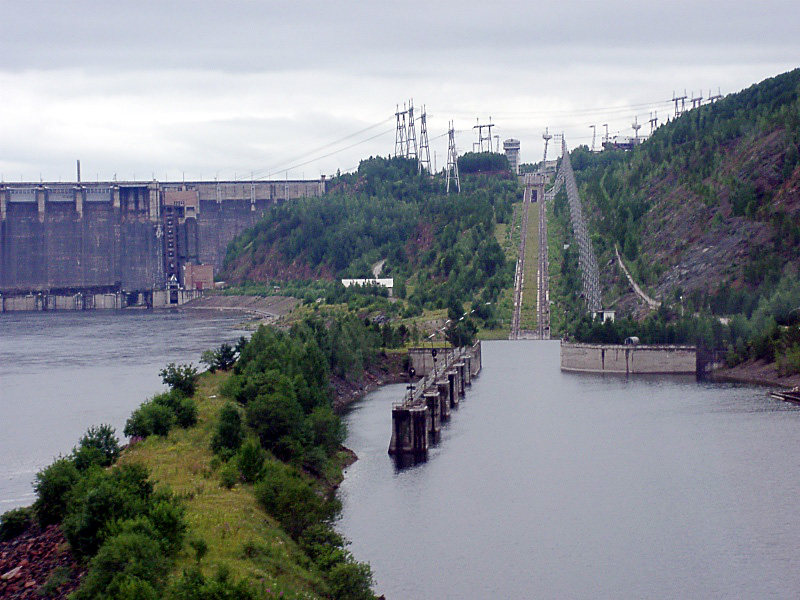
Zapora wodna na Jeniseju w Diwnogorsku